# Deoka Daiki
Deoka Daiki (出岡 大輝 Deoka Daiki, sinh ngày 16 tháng 8 năm 1994) là một cầu thủ bóng đá người Nhật Bản. Anh thi đấu cho Thespakusatsu Gunma.

## Sự nghiệp
Deoka Daiki gia nhập câu lạc bộ tại J2 League Thespakusatsu Gunma năm 2017.